# Franz Magill
Franz Magill (ur. 22 sierpnia 1900 w Kleszczach, zm. 14 kwietnia 1972 w Destedt) – niemiecki instruktor jeździectwa, nazista, SS-Obersturmbannführer, zbrodniarz wojenny.
Był weteranem I wojny światowej. W okresie międzywojennym jako instruktor jeździectwa służył w szeregach Reichswehry, a następnie w SS-Reiterei. W latach 1939–1941 pełnił służbę w okupowanej Polsce. Od czerwca 1941 roku w szeregach 2. pułku kawalerii SS walczył na froncie wschodnim. W sierpniu 1941 roku, podczas akcji eksterminacyjnej na bagnach Prypeci, dowodzona przezeń grupa bojowa zamordowała od 11 tys. do 14 tys. Żydów. W kolejnych latach służył m.in. w szeregach SS-Sonderbataillon Dirlewanger oraz ukraińskiej 14. Dywizji Grenadierów SS. Po upadku III Rzeszy znalazł się w brytyjskiej niewoli. Po wyjściu z obozu jenieckiego zamieszkał w Niemczech Zachodnich. W 1964 roku został skazany przez sąd Brunszwiku na karę 5 lat więzienia.

## Życiorys

### Młodość i okres międzywojenny
Urodził się 22 sierpnia 1900 roku we wsi Kleist na Pomorzu Zachodnim (ob. Kleszcze).
Podczas I wojny światowej walczył w szeregach Armii Cesarstwa Niemieckiego. Po zakończeniu działań wojennych pozostał w szeregach Reichswehry. W latach 1918–1930 w randze podoficerskiej służył w kawalerii, m.in. w charakterze instruktora jazdy konnej. W latach 1930–1935 pracował jako instruktor w szkole jeździectwa w Berlinie.
W 1933 roku wstąpił w szeregi SS-Reiterei. W 1935 roku uzyskał w SS stopień oficerski. W tym samym roku został instruktorem jazdy konnej w szkole oficerskiej SS w Brunszwiku (SS-Führerschule Braunschweig, SS-Junkerschule Braunschweig). Pełnił tam służbę do 1939 roku. W międzyczasie, w 1937 roku, został członkiem NSDAP. 20 kwietnia 1938 roku awansował do stopnia SS-Sturmbannführera.
Był uważany za alkoholika.

### II wojna światowa
Pod koniec 1939 roku w szeregach pułku kawalerii SS (SS-Totenkopf-Reiterstandarte) rozpoczął służbę w okupowanej Polsce. Dowodził 4. szwadronem kwaterującym w Zamościu, a następnie 11. szwadronem w Lublinie. W 1940 roku uczestniczył w procesie organizacji 2. pułku kawalerii SS (SS-Totenkopf-Reiterstandarte 2). W latach 1940–1941 dowodził tą jednostką, ostatecznie uznano jednak, że nie ma wystarczających kwalifikacji do dowodzenia pułkiem. W konsekwencji w kwietniu 1941 roku zastąpił go SS-Obersturmbannführer Heimo Hierthes, podczas gdy Magill objął niższe stanowisko – dowódcy dywizjonu konnego w 2. pułku kawalerii (Reitende Abteilung).
Od 22 czerwca 1941 roku służył na froncie wschodnim. Pod koniec lipca tegoż roku powierzono mu dowodzenie jednej z dwóch grup bojowych Brygady Kawalerii SS, których zadaniem była eksterminacja Żydów zamieszkujących bagienne obszary Polesia. W pierwszej fazie operacji Magill nazbyt literalnie zinterpretował rozkaz Reichsführera-SS Heinricha Himmlera, który nakazał kawalerzystom rozstrzeliwać żydowskich mężczyzn, a kobiety „spychać na bagna”. Zorientowawszy się, że zapędzanie kobiet i dzieci na bagna lub do zbiorników wodnych zazwyczaj nie skutkuje ich śmiercią przez utonięcie, nie podjął prób ich eksterminacji (czego oczekiwał Himmler), lecz ograniczył się do rozstrzeliwania mężczyzn. W konsekwencji liczba Żydów zamordowanych przez jego grupę bojową okazała się początkowo znacznie mniejsza, niż oczekiwali zwierzchnicy. W kolejnych dniach Magill zdołał się jednak częściowo „zrehabilitować”. Historycy szacują, że do 13 sierpnia 1941 roku dowodzeni przezeń kawalerzyści zamordowali na Polesiu od 11 tys. do 14 tys. Żydów, w tym co najmniej 7–8 tys. podczas kilkudniowej masakry w Pińsku.
Negatywna ocena początkowych działań Magilla zachwiała jego karierą. W listopadzie 1941 roku został przeniesiony do sztabu Wyższego Dowódcy SS i Policji „Rosja–Środek” (HSSPF „Rußland-Mitte”) na stanowisko oficera do zadań specjalnych. Od 28 grudnia 1942 roku w szeregach SS-Sonderbataillon Dirlewanger uczestniczył w akcjach przeciwpartyzanckich i pacyfikacyjnych na okupowanej Białorusi. Od marca 1944 roku do maja 1945 roku dowodził natomiast oddziałem zaopatrzenia w 14. Dywizji Grenadierów SS (ukraińskiej). 20 kwietnia 1943 roku został awansowany do stopnia SS-Obersturmbannführera.

### Losy powojenne
W latach 1945–1948 przebywał w obozie jenieckim. W 1948 roku brytyjski trybunał wojskowy uznał go winnym przynależności do SS i skazał na karę 6 miesięcy pozbawienia wolności, jednakże na poczet kary zaliczono mu wcześniejszy pobyt w niewoli. Po wyjściu na wolność pracował jako instruktor jeździectwa w Brunszwiku.
W 1960 roku zachodnioniemiecka prokuratura wszczęła śledztwo przeciwko byłym oficerom 2. pułku kawalerii SS, których podejrzewano o popełnienie zbrodni na okupowanych terenach ZSRR. W lutym 1964 roku przed sądem krajowym w Brunszwiku rozpoczął się proces Magilla i czterech innych byłych esesmanów, których oskarżono o uczestnictwo w masowych egzekucjach Żydów w Pińsku. Po trwającym dwa miesiące postępowaniu Magill został uznany winnym co najmniej 100 przypadków usiłowania morderstwa oraz pomocnictwa w zamordowaniu co najmniej 5254 osób. Sąd wymierzył mu karę 5 lat pozbawienia wolności.
Zmarł w Destedt 14 kwietnia 1972 roku (według innych źródeł w 1992 roku w Celle).